# Ecphonèse (rhétorique)
Pour les articles homonymes, voir Ecphonèse.
Une ecphonèse (du grec ancien : ἐκφώνησις : « exclamation ») est une forme rhétorique exprimant l'émotion, l'exclamation, l'exaspération des sentiments.
Exemples :
« Ô mon fils ! ô ma joie ! ô l'honneur de nos jours ! »
— Corneille, Horace, Acte IV, scène II.
« O tempora, o mores ! »
— Cicéron,  Catilinaires, I, 2.
Macrobe, dans ses Saturnales, dans un passage où il étudie les moyens de produire du pathétique, décrit ainsi, parmi ces moyens, cette figure de rhétorique :
« L'exclamation, que les Grecs appellent ἐκφώνησις (ecphonèse), est encore une figure qui produit le pathétique. Elle part, tantôt de la bouche du poète, tantôt de celle du personnage qu'il fait parler. Exemples des exclamations du poète : 
- Mantua vae miserae nimium vicina Cremonae !  | Crimen amor vestrum ! « Malheur à toi, ô Mantoue, trop voisine de l'infortunée Crémone ! »
- Infelix ! utcumque ferent ea facta nepotes « Père infortuné [ Brutus ], peu t'importe le jugement de la postérité. »
- Crimen amor vestrum ! « Crimes de l'amour dans votre famille l »

Et plusieurs autres passages semblables. Exemples des exclamations du personnage que le poète fait parler :
- Di capiti ipsius generique reservent ! « Puissent les dieux réserver (de pareils supplices) à lui [ Mézence ] et à sa race ! »
- Di talia Graiis  | Instaurate, pio si poenas ore reposco ! « Dieux ! faites éprouver aux Grecs de semblables traitements [ ceux qu'avait éprouvés Déiphobe ], si la vengeance que j'implore a rien qui ne soit juste. »
- Di talem terris avertite pestem ! « Dieux ! délivrez la terre d'un tel fléau ! [ Polyphème ] » »

Cette figure est souvent combinée avec d'autres, qui en renforcent l'effet, telles que les figures de répétition que sont l'épanalepse, la métabole, l'anaphore ou la diacope.